# Węgierskie (województwo pomorskie)
Węgierskie (kaszb. Wãgòrskô lub Wãdżersczé, niem. Vangerske) – osada w Polsce położona w województwie pomorskim, w powiecie słupskim, w gminie Potęgowo.
W latach 1975–1998 miejscowość należała administracyjnie do województwa słupskiego.
29 grudnia 1937 r., w ramach polityki germanizacji nazw miejscowych pochodzenia słowiańskiego, administracja nazistowska zastąpiła dotychczasową nazwę miejscowości Vangerske ahistoryczną formą Wiesenberg.